# Francis William Webb

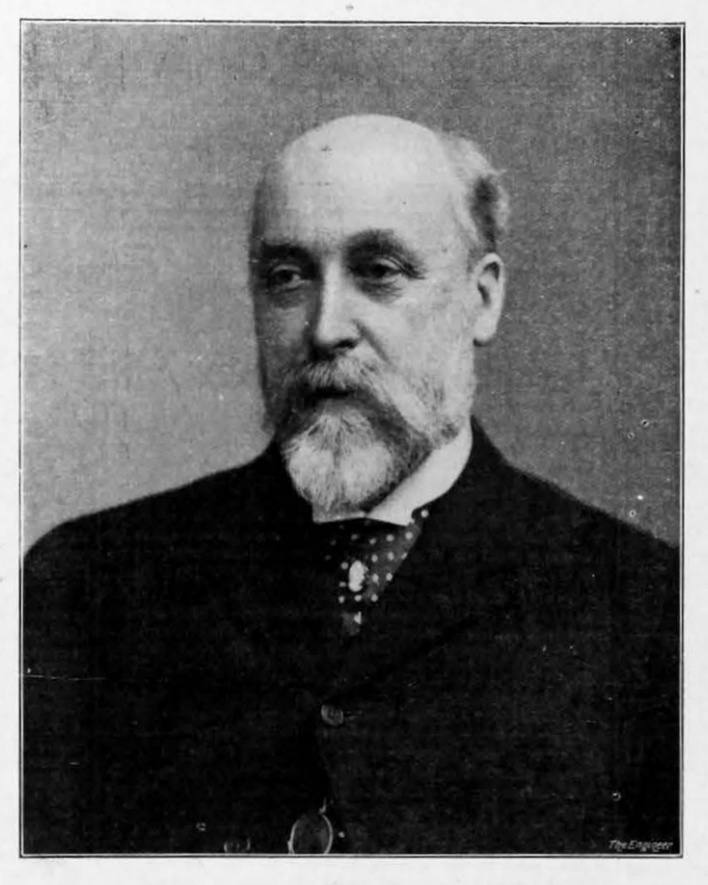
Porträt von Francis William Webb

Francis William Webb (* 21. Mai 1836 in Tixall, Staffordshire; † 4. Juni 1906 in Bournemouth) war ein britischer Eisenbahningenieur und von 1871 bis 1903 Locomotiv Superintendent und Chief Mechanical Engineer der London and North Western Railway (LNWR).

## Leben
Francis William Webb wurde am 21. Mai 1836 in Tixall in der Grafschaft Staffordshire als zweiter Sohn von Pfarrer William Webb und seiner Ehefrau Maria (geb. Morgan) geboren. Im Alter von nur 15 Jahren begann er als Meisterschüler von Francis Trevithick, dem Locomotiv Superintendenten der London and North Western Railway (LNWR) in Crewe, die Ausbildung zum Ingenieur. Nach Abschluss der Ausbildung wurde Webb im 1856 Konstrukteur in der Lokomotivfabrik in Crewe. Bereits 1859 stieg er zum Chefkonstrukteur und 1861 zum Werksleiter (Work Manager) dieser Lokomotivfabrik auf und wurde damit Stellvertreter (Chief Assistant) von John Ramsbottom dem damaligen Locomotiv Superintendenten der LNWR. Um die industrielle Erzeugung und Verarbeitung von Stahl kennenzulernen, ging Webb 1866 auf Wunsch von Direktoren der LNWR als Geschäftsführer und Teilhaber der Bolton Iron and Steel Company nach Bolton in Lancashire. Nach der Pensionierung von Ramsbottom 1871 wurde er Lokomotiv-Superintendent (Locomotive Superintendent) und Leiter der Lokomotivabteilung (Locomotive Department) der London and North Western Railway, der zu jener Zeit weitaus größten Eisenbahngesellschaft der Welt. Webb übernahm damit nicht nur die Verantwortung für Konstruktion der Lokomotiven, sondern auch für deren Bau in der großen Fabrik in Crewe, in der die LNWR auch den übrigen Eisenbahnbedarf, wie etwa Schienen, Schwellen, Signalanlagen, Bahnschranken, Brückenbauteile etc., weitgehend selbst herstellte. Im Mai 1903, und damit ein Jahr nach Erreichen des Pensionsalters von 65 Jahren, trat Webb, wegen zunehmender gesundheitlicher Probleme von seinem Amt zurück. Nur wenige Jahre später verstarb er am 6. Juni 1906 in Bournemouth.

## Pionier des Verbundsystems im Lokomotivbau

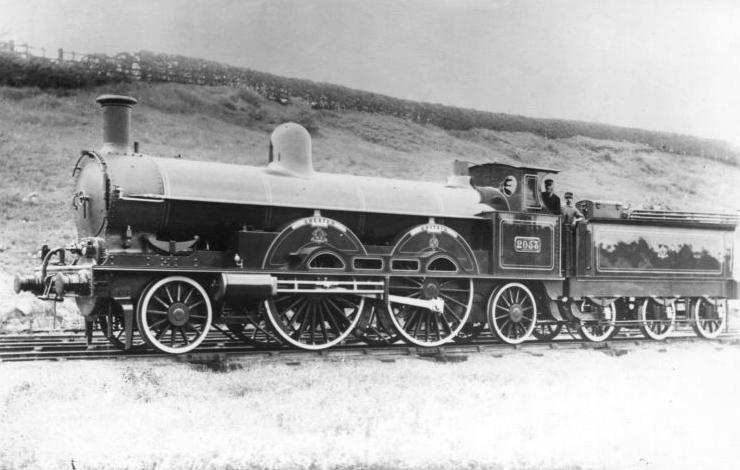
Lokomotive der Greater-Britain-Klasse mit getrennt angetriebenen, nicht gekuppelten Treibachsen

Webb war ein sehr innovativer Ingenieur, der für seine zahlreichen Erfindungen insgesamt 88 Patente zugesprochen bekam. Diese Erfindungen machte Webb, der in seiner Villa zeitweilig eine Art „Erfindungsbüro“ mit mehreren Angestellten eingerichtet hatte, nicht nur auf dem Gebiet des Lokomotivbaus und der Eisenbahntechnik. Er führte 1872 als erster die Verwendung von hochwertigen Stählen in den Lokomotivbau ein und konstruierte die erste Verbunddampflokomotive in Großbritannien, weshalb sein Name in erster Linie mit der Einführung der zweifachen Expansion bei Lokomotiven verbunden wird. Als Webb 1876 von den erfolgreichen Experimenten von Anatole Mallet in Frankreich mit Expansions- oder Verbundsystem bei Lokomotiven erfuhr, begann er kurz darauf mit eigenen Versuchen und baute 1879 schließlich eine ältere Maschine um, um sie auf einer Nebenstrecke zu testen. Dieselbe Maschine ließ er dann 1895 in einem weiteren Versuch in eine Dreifach-Expansionsmaschine umbauen, die aber so komplex ausfiel, dass sie nicht über das Versuchsstadium hinaus kam.
Als die Ergebnisse der ersten Versuchsmaschine zufriedenstellend waren, konstruierte Webb zwischen 1883 und 1894 fünf Serien von dreizylindrigen Schnellzuglokomotiven nach dem von ihm entwickelten Verbundsystem (in den Bauarten 1'AA 3v und 1'AA1 3v). Darunter die Dreadnought-Klasse von der sogar ein Exemplar von der US-amerikanischen Pennsylvania Railroad gekauft wurde. Diese Maschinen wurden in der Fachwelt stark beachtet und vom Aufsichtsrat sehr geschätzt, da sie bis zu 12 % weniger Kohlen verbrauchten als herkömmliche Lokomotiven gleicher Größe (und Kohle war zu jener Zeit der mit weitem Abstand größte Ausgabenposten der Eisenbahngesellschaften). In der Betriebsabteilung (Running Department) waren diese Maschinen allerdings nicht sehr beliebt, da die Pflege und Wartung der komplizierten Maschinen wesentlich mehr Arbeit und Zeit erforderten als „einfache Lokomotiven“ und nicht alle Lokomotivführer mit der Bedienung der beiden unabhängigen Steuerungen für die Hoch- und Niederdruckzylinder zurechtkamen.
Die Aversion der Betriebsabteilung gegen die Verbundmaschinen steigerte sich noch mit der Einführung von vierzylindrigen Schnellzuglokomotiven 1897 (in der Bauart 2'B 4v). Um die Bedienung der neuen Maschinen zu vereinfachen, kuppelte Webb die beiden Antriebsachsen miteinander und ließ Hoch- und Niederdruckzylinder mit einer fest verbundenen Steuerung gleichzeitig regeln. Da der Dampfbedarf der voneinander abhängigen Hoch- und Niederdruckzylinder zwar mit Leistung und Drehzahl der Maschine (der Geschwindigkeit der Lokomotive) gleichermaßen variiert, dabei aber keineswegs linear verknüpft sind, war die Höchstgeschwindigkeit der neuen Schnellzuglokomotiven in der Praxis auf etwa 120 bis 125 km/h begrenzt, was Webb zwar für ausreichend hielt, von der Betriebsabteilung aber als unzureichend abgelehnt wurde. Als sich im Oktober 1901 der neue Generalmanager (Sir) Frederic Henderson offen auf die Seite „des Betriebs“ stellte, wurde das letzte Berufsjahr von Webb von der internen Auseinandersetzung zwischen Lokomotiv- und Betriebsabteilung zunehmend überschattet.
Im Mai 1903 wurde George Whale, der langjährige Leiter (Running Superintendent) der Betriebsabteilung (Running Departement) der LNWR, zum Nachfolger von Webb in Crewe ernannt. Innerhalb weniger Jahre zog Whale die Verbund-Schnellzuglokomotiven seines Vorgängers aus dem Verkehr und ersetzte sie durch einfache Zweizylindermaschinen. Dies gilt für zahlreiche spätere Autoren sozusagen als Beweis, dass die Verbundmaschinen von Webb nicht gut gewesen sein können; die neuen Maschinen von Whale beruhten im Übrigen weitgehend auf dem Entwurf der „Precedent class“ von F. W. Webb aus dem Jahr 1873, den er lediglich etwas modernisierte und vergrößerte. Die neuen Maschinen von Whale waren allerdings rund 40 % schwerer und leisteten etwa 500 PS mehr als die letzten Lokomotiven von Webb. Ein ähnlicher Leistungssprung ist kurz nach 1900 jedoch bei allen großen britischen Eisenbahngesellschaften zu beobachten, da zu jener Zeit die dreiachsigen Reisezugwagen durch vier- und sechsachsige Durchgangswagen abgelöst wurden. Die Vierzylinderverbund-Güterzuglokomotiven von Webb dagegen wurden 1928 (Originalzustand) und in einer umgebauten Form erst 1962 aus dem Verkehr gezogen, als in Großbritannien die Dampflokzeit zu Ende ging.

## Teilnahme am öffentlichen Leben
Als Leiter der Eisenbahnwerke in Crewe war Webb für das Wohlergehen von über 20000 Arbeitern und Angestellten verantwortlich, eine Aufgabe, die er sehr ernst nahm. Seinem lebhaften Engagement für die Stadt ist es zu verdanken, dass die Eisenbahngesellschaft damals viel zum Aufbau der Infrastruktur der von ihr gegründeten Stadt beisteuerte. Im Jahr 1887 schenkte die LNWR der Stadt das Gelände und die Einrichtung eines 12 ha großen öffentlichen Parks („Queens Park“) und 1895 ein Krankenhaus. In beiden Fällen engagierte sich Webb persönlich mit beträchtlichen Spenden aus seinen Privatvermögen. Sein reges Interesse an der Stadt zeigt sich aber auch daran, dass er 1886 Alderman (Beigeordneter) der Stadt Crewe war und in den Jahren 1886 und 1887 (jeweils für das darauffolgende Jahr) zum Bürgermeister der Stadt gewählt wurde. Darüber hinaus war er mehrfach Alderman und Magistrat im Grafschaftsrat von Cheshire. Nach seinem Tod hinterließ er den größten Teil seines Vermögens für wohltätige Zwecke, davon alleine 53857 £ für die Gründung eines Waisenheims in der Stadt Crewe, das später nach ihm benannt wurde (Webb Orphanage).